# Courceaux
Ancienne commune du département de l'Yonne qui, avec les communes de Grange-le-Bocage (et son hameau Courroy), Plessis-du-Mée, Sognes, Vertilly et Villiers-Bonneux, fusionna, le 1er juillet 1972, dans la formation d'une nouvelle commune : Perceneige. Le village est une section de cette nouvelle commune.

## Géographie

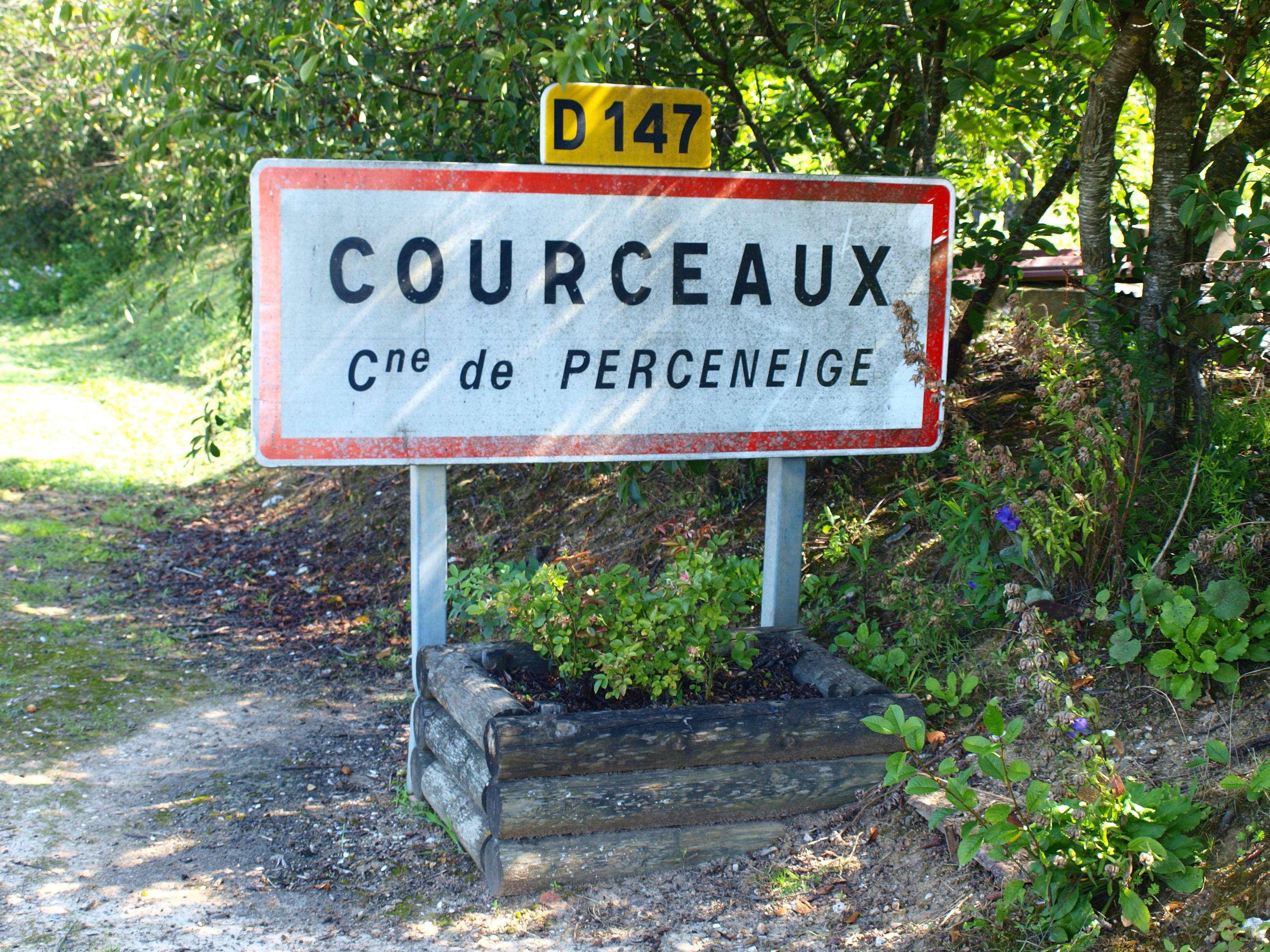
Entrée du village.

## Démographie
| 1911 | 1921 | 1926 | 1931 | 1936 | 1946 | 1954 | 1962 | 1968 |
| ---- | ---- | ---- | ---- | ---- | ---- | ---- | ---- | ---- |
| 214  | 175  | 177  | 189  | 180  | 156  | 166  | 181  | 159  |

## Lieux et monuments

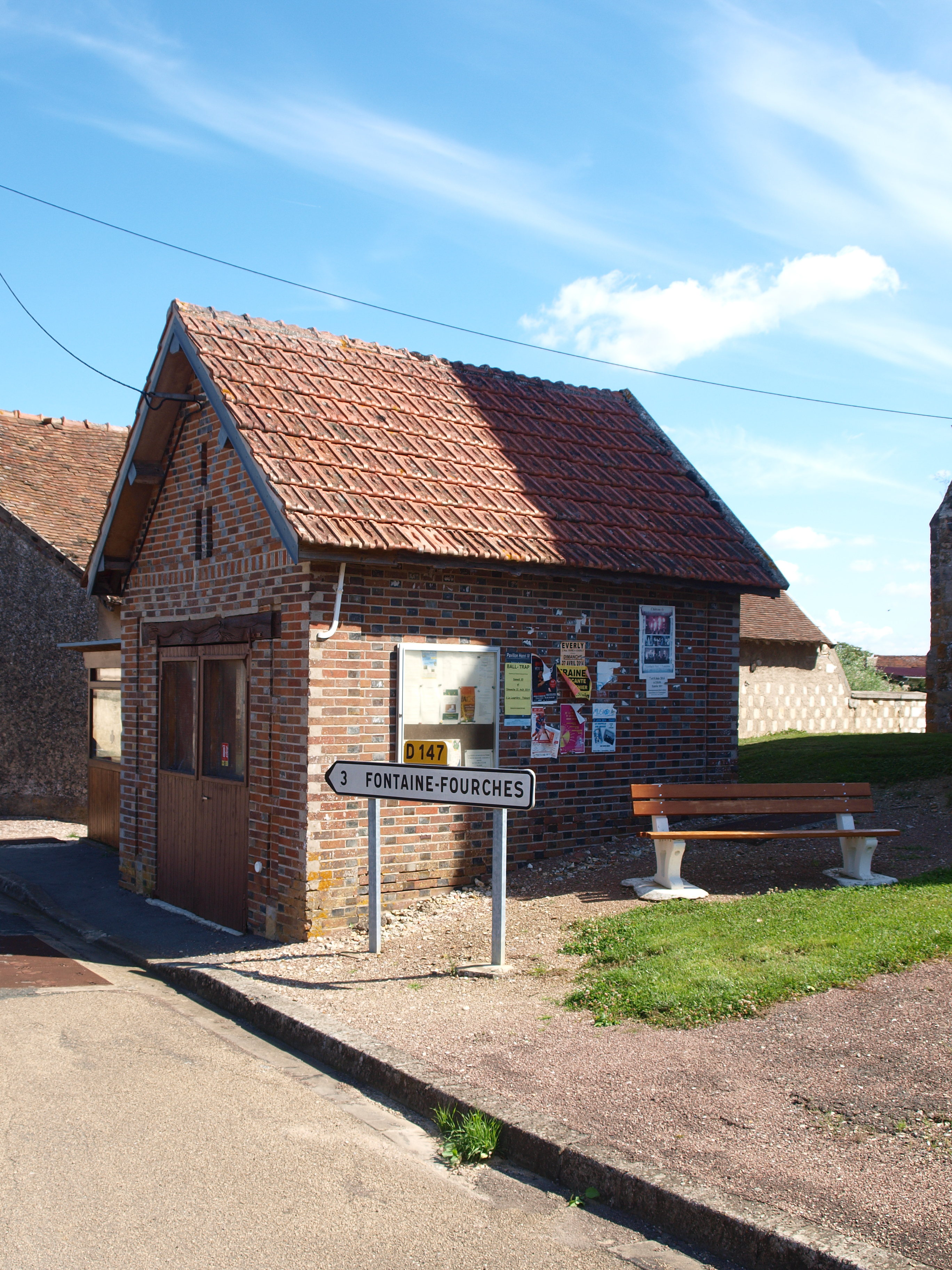
Remise communale.
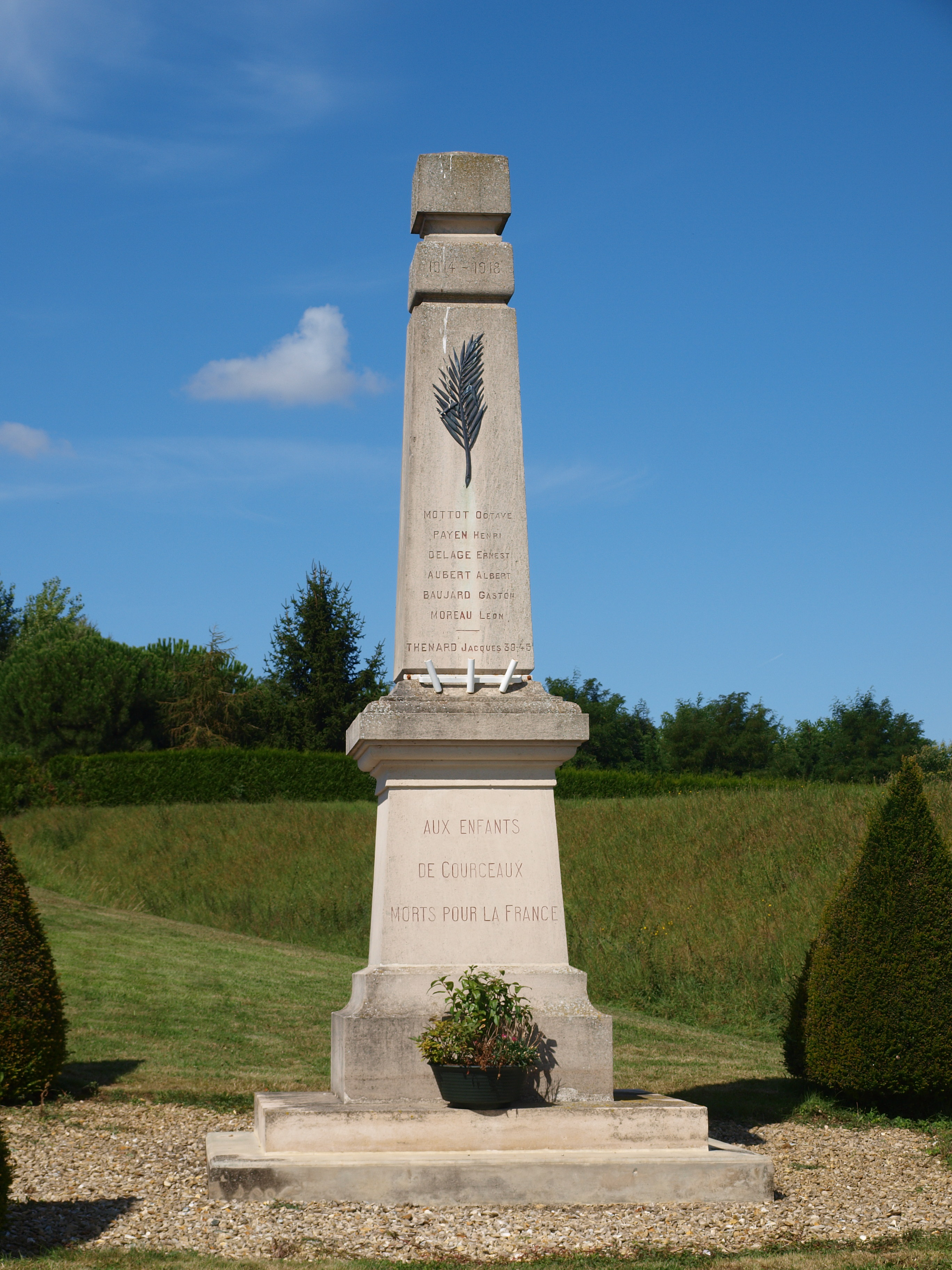
Monument aux morts.
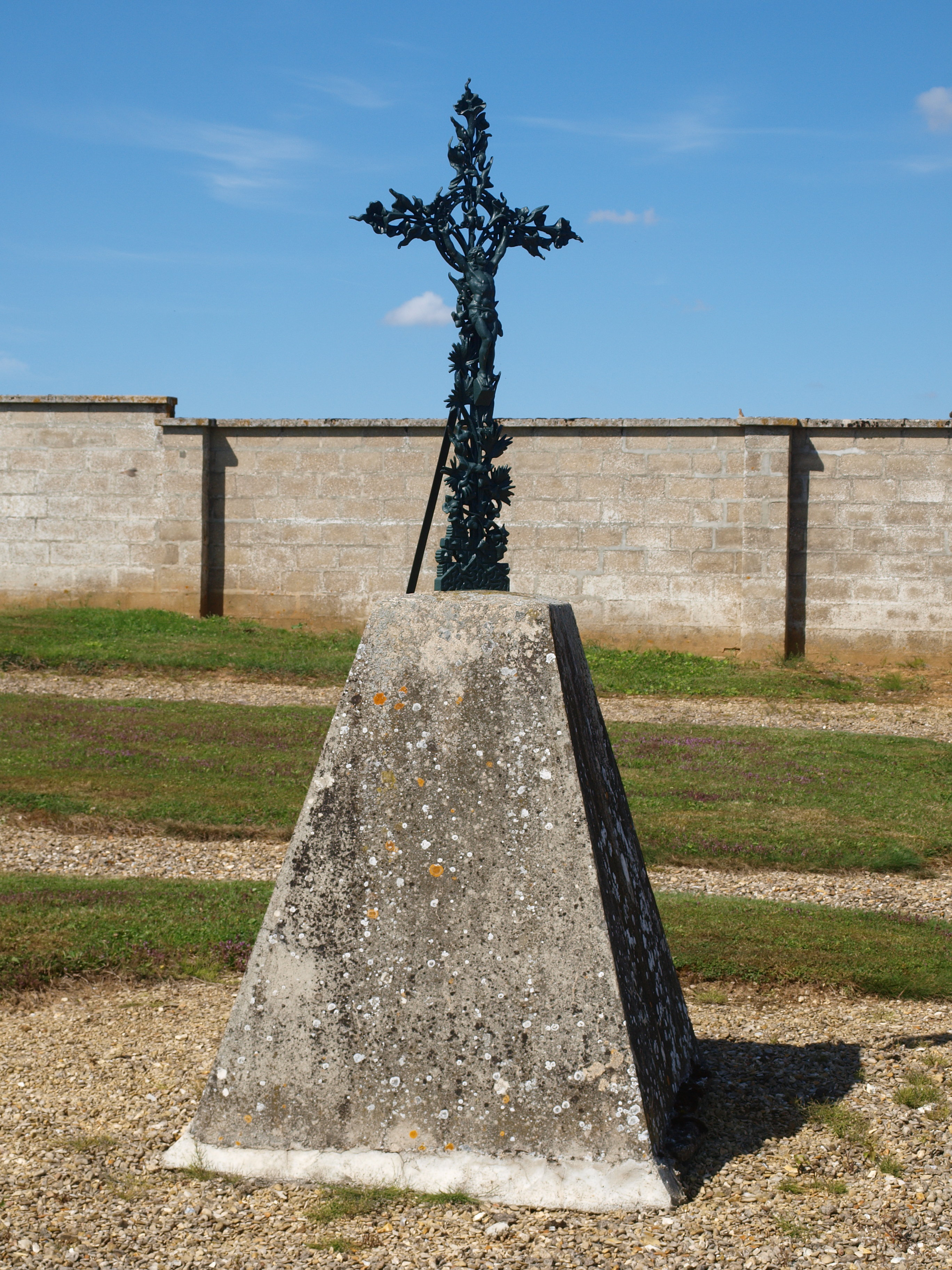
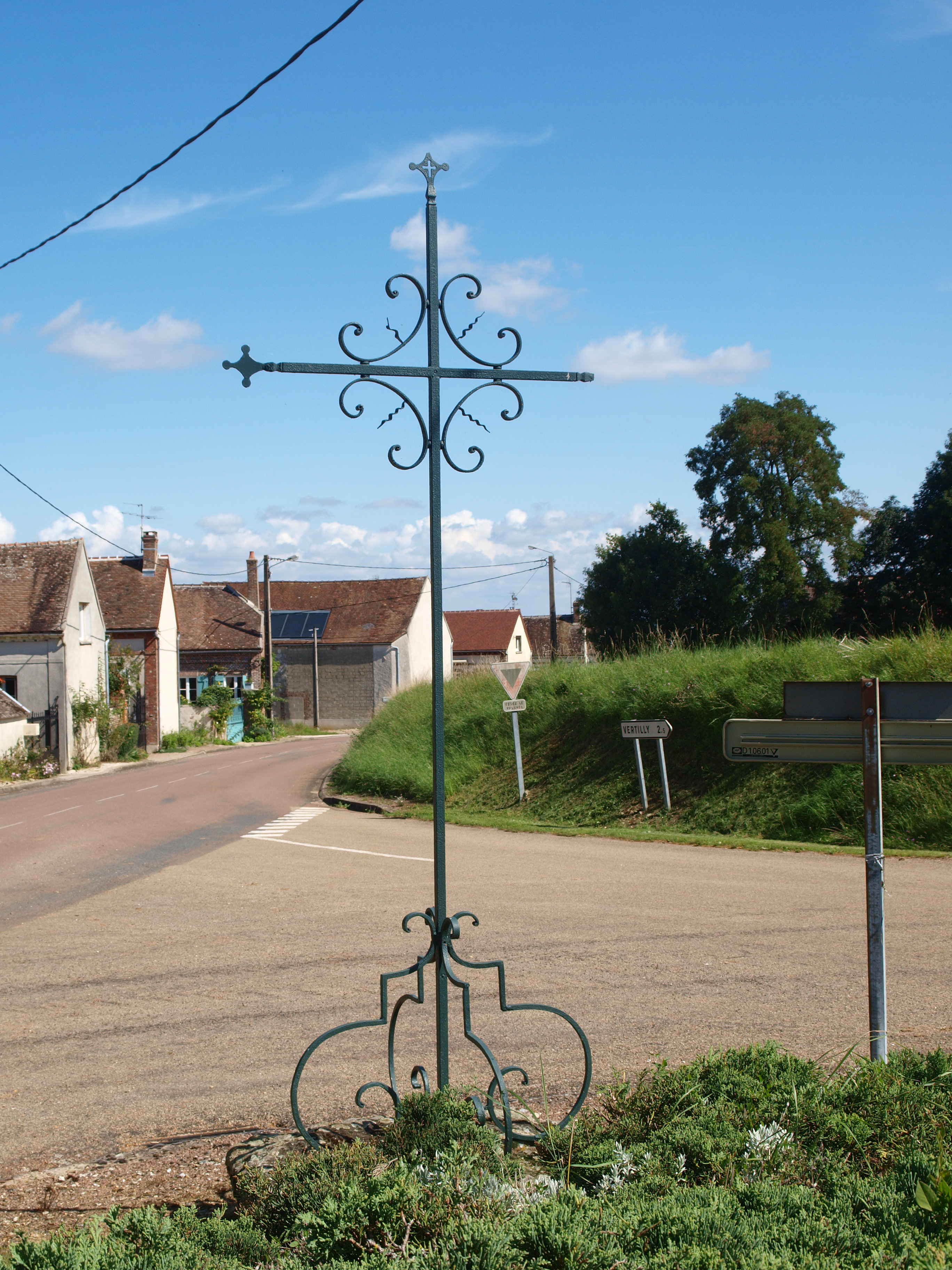
Calvaire.